# Царедаровский сельский совет
Цареда́ровский се́льский сове́т — входил до 2020 года в состав 
Лозовского района Харьковской области
Украины.
Административный центр сельского совета находился в 
селе Цареда́ровка.

## История
- 1987 — дата образования.

## Населённые пункты совета
- село Цареда́ровка
- село Полта́вское
- село Запоро́жское
- село Водола́га
- село Рубе́жное (б. Красный Шахтёр)
- посёлок Но́вое